# ترانه‌شناسی شهرام شب‌پره
شهرام شب‌پره (زادهٔ ۱۷ بهمن ۱٣٢۶) موسیقی‌دان، خواننده، آهنگساز، ترانه‌سرا و بازیگر ایرانی است.

## آلبوم‌های گردآوری شده

### گرگ و بره (به‌صورت سی‌دی) (۱۹۹۱/۱۳۷۰)[۱]
| نام ترانه           | ترانه‌سرا    | آهنگساز     | تنظیم‌کننده    | سال انتشار    |
| ------------------- | ----------- | ----------- | ------------- | ------------- |
| Rock & Roll (ای گل) | شهرام شب‌پره | -           | اریک آرکانت   | ۱۳۵۷          |
| Rock & Roll (ای گل) | شهرام شب‌پره | -           | اریک آرکانت   | ۱۳۶۲ (بازنشر) |
| دروغگو              | شهرام شب‌پره | شهرام شب‌پره | منوچهر چشم‌آذر | ۱۳۵۹          |
| عاشقی هم حدی داره   | شهرام شب‌پره | شهرام شب‌پره | منوچهر چشم‌آذر | ۱۳۵۸          |
| وای وای             | شهرام شب‌پره | محلی ارمنی  | اریک آرکانت   | ۱۳۵۶          |
| گرگ و بره           | شهرام شب‌پره | سلی         | اریک آرکانت   | ۱۳۵۶          |
| دو کبوتر            | شهرام شب‌پره | شهرام شب‌پره | اریک آرکانت   | ۱۳۵۶          |
| تخت سلیمون          | شهرام شب‌پره | شهرام شب‌پره | اریک آرکانت   |               |
| ایشالا              | شهرام شب‌پره | شهرام شب‌پره | اریک آرکانت   |               |
| بوم بوم             | -           | -           | اریک آرکانت   |               |
| داغ بوسه            | شهرام شب‌پره | اریک آرکانت | اریک آرکانت   | ۱۳۵۶          |
| اسو اسو             | شهرام شب‌پره | شهرام شب‌پره | اریک آرکانت   |               |
| یار چاکوله          | شهرام شب‌پره | شهرام شب‌پره | اریک آرکانت   | ۱۳۵۵          |
| لیلا                | ناشناس      | ناشناس      | اریک آرکانت   |               |
| قصه (هلل یوسه)      | شهرام شب‌پره | شهرام شب‌پره | شهرداد روحانی |               |

### دیار (به‌صورت سی‌دی) (۱۹۹۲/۱۳۷۱)[۲]
| نام ترانه                        | ترانه‌سرا       | آهنگساز        | تنظیم‌کننده    | سال انتشار |
| -------------------------------- | -------------- | -------------- | ------------- | ---------- |
| اون کیه                          | شهرام شب‌پره    | شهرام شب‌پره    | فیروزه افشار  | ۱۳۶۰       |
| مسافر (بازخوانی آهنگ افشین مقدم) | جهانبخش پازوکی | جهانبخش پازوکی | فرخ آهی       | ۱۳۶۰       |
| دوماد                            | شهرام شب‌پره    | شهرام شب‌پره    | فرخ آهی       | ۱۳۶۰       |
| طناز                             | شهرام شب‌پره    | شهرام شب‌پره    | فرخ آهی       | ۱۳۶۰       |
| ایران ایران                      | شهرام شب‌پره    | شهرام شب‌پره    | فرخ آهی       | ۱۳۶۱       |
| بارون بارونه                     | شهرام شب‌پره    | شهرام شب‌پره    | فرخ آهی       | ۱۳۶۱       |
| دل                               | شهرام شب‌پره    | شهرام شب‌پره    | فرخ آهی       | ۱۳۶۰       |
| دلبر                             | شهرام شب‌پره    | شهرام شب‌پره    | فرخ آهی       | ۱۳۶۰       |
| دیار (ورژن فولک)                 | شهرام شب‌پره    | شهرام شب‌پره    | منوچهر چشم‌آذر | ۱۳۵۹       |
| ای یار                           | منوچهر آبادانی | منوچهر آبادانی | منوچهر چشم‌آذر | ۱۳۵۹       |
| دیار (ورژن دیسکو)                | شهرام شب‌پره    | شهرام شب‌پره    | منوچهر چشم‌آذر | ۱۳۵۹       |
| دوماد (ورژن دوم)                 | شهرام شب‌پره    | شهرام شب‌پره    | فرخ آهی       | ۱۳۶۱       |
| سرنوشت                           | شهرام شب‌پره    | شهرام شب‌پره    | فرخ آهی       | ۱۳۶۱       |
| Gimi Gimi                        | Gimi Gimi      | Gimi Gimi      | فرخ آهی       | ۱۳۶۰       |
| Flip                             | Flip           | Flip           | فرخ آهی       | ۱۳۶۰       |

### شهر عشق (به‌صورت سی‌دی) (۱۹۹۹/۱۳۷۸)[۳]
| نام ترانه        | ترانه‌سرا     | آهنگساز       | تنظیم‌کننده    | سال انتشار |
| ---------------- | ------------ | ------------- | ------------- | ---------- |
| یمبو صنم (بندری) | عباس ابطحی   | شهرام شب‌پره   | منوچهر چشم‌آذر | ۱۳۶۲       |
| مرغ عشق          | پرند         | منوچهر چشم‌آذر | منوچهر چشم‌آذر | ۱۳۶۲       |
| شهر عشق          | شهرام شب‌پره  | شهرام شب‌پره   | منوچهر چشم‌آذر | ۱۳۶۲       |
| خدایا چه کنم     | شهرام شب‌پره  | شهرام شب‌پره   | منوچهر چشم‌آذر | ۱۳۶۲       |
| برو برو          | شهرام شب‌پره  | شهرام شب‌پره   | منوچهر چشم‌آذر | ۱۳۶۳       |
| میتونی           | مسعود هوشمند | سیاوش قمیشی   | منوچهر چشم‌آذر | ۱۳۶۳       |
| طلسم (با شهره)   | شهرام شب‌پره  | شهرام شب‌پره   | منوچهر چشم‌آذر | ۱۳۶۳       |
| عادت             | شهرام شب‌پره  | شهرام شب‌پره   | منوچهر چشم‌آذر | ۱۳۶۳       |
| عسل لبات         | شهرام شب‌پره  | شهرام شب‌پره   | آندرانیک      | ۱۳۶۲       |
| گرفتار           | شهرام شب‌پره  | آندرانیک      | آندرانیک      | ۱۳۶۲       |
| قسمت (با شهره)   | ژاکلین       | منوچهر چشم‌آذر | منوچهر چشم‌آذر | ۱۳۶۳       |

## آلبوم‌های استودیویی
ربلز (۱۹۶۵/۱۳۴۳)
| نام ترانه                | نام خواننده یا گروه خواننده اصلی |
| ------------------------ | -------------------------------- |
| I Saw Her Standing there | The Beatles                      |
| Mother Little Helper     | The Rolling Stones               |
| Shadogi                  | بی‌کلام                           |
| It's Gonna Be Alright    | Deep Zone                        |
| Sha La La                | The Wynners                      |
| What He Can Do           | Faron Young                      |
| It's Alright             |                                  |
| Indian Rebels            |                                  |

### دیار (۱۹۸۰/۱۳۵۸)[۴]
- این آلبوم با اضافه شدن قطعات آلبوم‌های مسافر و ایران ایران، در آلبوم گردآوری شده «دیار» به‌صورت سی‌دی در سال ۱۳۷۱ بازنشر شد.

| نام ترانه         | ترانه‌سرا       | آهنگساز        | تنظیم‌کننده    | سال انتشار |
| ----------------- | -------------- | -------------- | ------------- | ---------- |
| دیار (ورژن فولک)  | شهرام شب‌پره    | شهرام شب‌پره    | منوچهر چشم‌آذر | ۱۳۵۸       |
| ای یار            | منوچهر آبادانی | منوچهر آبادانی | منوچهر چشم‌آذر | ۱۳۵۸       |
| حالا وای وای      | شهرام شب‌پره    | محلی ارمنی     | اریک          | ۱۳۵۶       |
| دو کبوتر          | شهرام شب‌پره    | شهرام شب‌پره    | اریک          | ۱۳۵۶       |
| دیار (ورژن دیسکو) | شهرام شب‌پره    | شهرام شب‌پره    | فرخ آهی       | ۱۳۵۹       |
| گرگ و بره         | شهرام شب‌پره    | سلیمان واثقی   | اریک          | ۱۳۵۶       |
| داغ بوسه          | شهرام شب‌پره    | اریک           | اریک          | ۱۳۵۶       |
| عاشقی هم حدی داره | شهرام شب‌پره    | شهرام شب‌پره    | منوچهر چشم‌آذر | ۱۳۵۷       |

### هیچ‌کجا ایران نمیشه (همراه باابیوشاهرخ) (۱۹۸۰/۱۳۵۹)[۵]
| نام ترانه          | خواننده     | ترانه‌سرا      | آهنگساز      | تنظیم‌کننده    |
| ------------------ | ----------- | ------------- | ------------ | ------------- |
| هیچ‌کجا ایران نمیشه | شهرام شب‌پره | شهرام شب‌پره   | شهرام شب‌پره  | منوچهر چشم‌آذر |
| هموطن              | ابی         | شهرام شب‌پره   | شهرام شب‌پره  | منوچهر چشم‌آذر |
| دل و دلبر          | شاهرخ       | باباطاهر      | جلیل زلاند   | منوچهر چشم‌آذر |
| عزیزم              | شهرام شب‌پره | شهرام شب‌پره   | شهرام شب‌پره  | منوچهر چشم‌آذر |
| دوست دارم          | شاهرخ       | شهرام وفایی   | امیر آرام    | منوچهر چشم‌آذر |
| همخون              | ابی و شاهرخ | شهرام شب‌پره   | شهرام شب‌پره  | منوچهر چشم‌آذر |
| پرستش              | شهرام شب‌پره | شهرام شب‌پره   | خوان سولانو  | منوچهر چشم‌آذر |
| افسونگر            | شاهرخ       | ابراهیم صفایی | جمشید شیبانی | منوچهر چشم‌آذر |
| لیلا               | شهرام شب‌پره | شهرام شب‌پره   | شهرام شب‌پره  | منوچهر چشم‌آذر |
| دروغگو             | شهرام شب‌پره | شهرام شب‌پره   | شهرام شب‌پره  | منوچهر چشم‌آذر |

### مسافر (۱۹۸۱/۱۳۶۰)[۶]
- این آلبوم با اضافه شدن قطعات آلبوم‌های دیار و ایران ایران، در آلبوم گردآوری شده «دیار» به‌صورت سی‌دی در سال ۱۳۷۱ بازنشر شد.

| نام ترانه                        | ترانه‌سرا       | آهنگساز        | تنظیم‌کننده             |
| -------------------------------- | -------------- | -------------- | ---------------------- |
| Flip                             |                |                | فرخ آهی                |
| اون کیه                          | شهرام شب‌پره    | شهرام شب‌پره    | فرخ آهی و فیروزه افشار |
| مسافر (بازخوانی آهنگ افشین مقدم) | جهانبخش پازوکی | جهانبخش پازوکی | فرخ آهی                |
| دوماد (اجرای اول)                | شهرام شب‌پره    | شهرام شب‌پره    | فرخ آهی                |
| Gimme Gimme Good Lovin           |                |                | فرخ آهی                |
| دل                               | شهرام شب‌پره    | شهرام شب‌پره    | فرخ آهی                |
| طناز                             | شهرام شب‌پره    | شهرام شب‌پره    | فرخ آهی                |
| دلبر                             | شهرام شب‌پره    | شهرام شب‌پره    | فرخ آهی                |

### ایران ایران (۱۹۸۲/۱۳۶۱)[۷]
- این آلبوم با اضافه شدن قطعات آلبوم‌های دیار و مسافر، در آلبوم گردآوری شده «دیار» به‌صورت سی‌دی در سال ۱۳۷۱ بازنشر شد.

| نام ترانه                    | ترانه‌سرا    | آهنگساز     | تنظیم‌کننده                          |
| ---------------------------- | ----------- | ----------- | ----------------------------------- |
| ایران ایران (اجرای فولک)     | شهرام شب‌پره | شهرام شب‌پره | فرخ آهی، فیروزه افشار و Ken Coursey |
| بارون بارونه                 | شهرام شب‌پره | شهرام شب‌پره | فرخ آهی، فیروزه افشار و Ken Coursey |
| سرنوشت                       | شهرام شب‌پره | فرخ آهی     | فرخ آهی، فیروزه افشار و Ken Coursey |
| دل                           | شهرام شب‌پره | شهرام شب‌پره | فرخ آهی، فیروزه افشار و Ken Coursey |
| وای دلم (دوماد) (اجرای جدید) | شهرام شب‌پره | شهرام شب‌پره | فرخ آهی، فیروزه افشار و Ken Coursey |
| ایران ایران (اجرای دیسکو)    | شهرام شب‌پره | شهرام شب‌پره | فرخ آهی، فیروزه افشار و Ken Coursey |
| دلبر                         | شهرام شب‌پره | شهرام شب‌پره | فرخ آهی، فیروزه افشار و Ken Coursey |
| Since My Love Has Gone       |             |             | فرخ آهی، فیروزه افشار و Ken Coursey |

### خدایا چه کنم؟ (۱۹۸۳/۱۳۶۲)[۸]
- این آلبوم با اضافه شدن چند ترانه از آلبوم طلسم، در آلبوم گردآوری شده «شهر عشق» به‌صورت سی‌دی در سال ۱۳۷۸ بازنشر شد.

| نام ترانه        | ترانه‌سرا        | آهنگساز       | تنظیم‌کننده    |
| ---------------- | --------------- | ------------- | ------------- |
| خدایا چه کنم؟    | شهرام شب‌پره     | شهرام شب‌پره   | منوچهر چشم‌آذر |
| یمبو صنم (بندری) | عباس ابطحی      | شهرام شب‌پره   | منوچهر چشم‌آذر |
| مرغ عشق          | پرند            | منوچهر چشم‌آذر | منوچهر چشم‌آذر |
| شهر عشق          | شهرام شب‌پره     | شهرام شب‌پره   | منوچهر چشم‌آذر |
| گرفتار           | شهرام شب‌پره     | آندرانیک      | آندرانیک      |
| عسل لبات         | شهرام شب‌پره     | شهرام شب‌پره   | آندرانیک      |
| گرفتار (بی‌کلام)  | گرفتار (بی‌کلام) | آندرانیک      | آندرانیک      |
| ای گل            | شهرام شب‌پره     | شهرام شب‌پره   | اریک          |

### طلسم (همراه باشهره صولتی) (۱۹۸۴/۱۳۶۳)[۹]
| نام ترانه             | خواننده            | ترانه‌سرا     | آهنگساز       | تنظیم‌کننده    |
| --------------------- | ------------------ | ------------ | ------------- | ------------- |
| طلسم                  | شهره و شهرام شب‌پره | شهرام شب‌پره  | شهرام شب‌پره   | منوچهر چشم‌آذر |
| برو                   | شهرام شب‌پره        | شهرام شب‌پره  | شهرام شب‌پره   | منوچهر چشم‌آذر |
| رسوا                  | شهره               | شاهرخ شاهید  | منوچهر چشم‌آذر | منوچهر چشم‌آذر |
| تو می‌تونی (اجرای اول) | شهرام شب‌پره        | مسعود هوشمند | سیاوش قمیشی   | منوچهر چشم‌آذر |
| قسمت                  | شهره و شهرام شب‌پره | ژاکلین       | منوچهر چشم‌آذر | منوچهر چشم‌آذر |
| چرا رفتی              | شهره               | شهرام شب‌پره  | شهرام شب‌پره   | منوچهر چشم‌آذر |
| عادت                  | شهرام شب‌پره        | شهرام شب‌پره  | شهرام شب‌پره   | منوچهر چشم‌آذر |
| گمشده                 | شهره               | شاهرخ شاهید  | منوچهر چشم‌آذر | منوچهر چشم‌آذر |

### مدرسه / پریا (۱۹۸۵/۱۳۶۴)[۱۰]
| نام ترانه         | ترانه‌سرا    | آهنگساز       | تنظیم‌کننده    |
| ----------------- | ----------- | ------------- | ------------- |
| پریا (بچه‌های محل) | بیژن سمندر  | حسن شماعی‌زاده | منوچهر چشم‌آذر |
| مدرسه             | بیژن سمندر  | شهرام شب‌پره   | منوچهر چشم‌آذر |
| آروم میشم         | شهرام شب‌پره | شهرام شب‌پره   | منوچهر چشم‌آذر |
| به خانه برمی‌گردم  | شهرام شب‌پره | شهرام شب‌پره   | منوچهر چشم‌آذر |
| آیینه بندون       | مسعود امینی | منوچهر چشم‌آذر | منوچهر چشم‌آذر |
| فاصله             | شهرام شب‌پره | آندرانیک      | منوچهر چشم‌آذر |
| بانو              | ژاکلین      | شهرام شب‌پره   | منوچهر چشم‌آذر |
| گلاب              | مسعود امینی | سیاوش قمیشی   | منوچهر چشم‌آذر |

### شاپرک(۱۹۸۶/۱۳۶۵)[۱۱]
| نام ترانه      | ترانه‌سرا         | آهنگساز       | تنظیم‌کننده |
| -------------- | ---------------- | ------------- | ---------- |
| دیدار          | ابوالقاسم لاهوتی | احمد ظاهر     | راب شیراک  |
| کوچه به کوچه   | محمد شب‌پره       | محمد شب‌پره    | راب شیراک  |
| مردم آزار      | شهرام شب‌پره      | شهرام شب‌پره   | راب شیراک  |
| من و تو        | بیژن سمندر       | حسن شماعی‌زاده | راب شیراک  |
| شاپرک          | بیژن سمندر       | سیاوش قمیشی   | راب شیراک  |
| نشد که نشد     | ژاکلین           | ژاکلین        | راب شیراک  |
| روزگار         | شهرام شب‌پره      | شهرام شب‌پره   | راب شیراک  |
| دیدار (بی‌کلام) | دیدار (بی‌کلام)   | احمد ظاهر     | راب شیراک  |

### باغ الفبا(۱۹۸۷/۱۳۶۶)[۱۲]
| نام ترانه          | ترانه‌سرا           | آهنگساز            | تنظیم‌کننده    |
| ------------------ | ------------------ | ------------------ | ------------- |
| باغ الفبا          | همایون هوشیارنژاد  | شهرام شب‌پره        | منوچهر چشم‌آذر |
| یار بی‌وفا          | شهرام شب‌پره        | شهرام شب‌پره        | منوچهر چشم‌آذر |
| من به‌دنبال تو      | همایون هوشیارنژاد  | شهرام شب‌پره        | منوچهر چشم‌آذر |
| یار شیرین سخنم     | ژاکلین             | ژاکلین             | آندرانیک      |
| قسم                | شهرام شب‌پره        | حسن شماعی‌زاده      | نوید نحوی     |
| کبوتر              | شهرام شب‌پره        | سیاوش قمیشی        | نوید نحوی     |
| خواب               | شهرام شب‌پره        | سیاوش قمیشی        | منوچهر چشم‌آذر |
| باغ الفبا (بی‌کلام) | باغ الفبا (بی‌کلام) | باغ الفبا (بی‌کلام) | منوچهر چشم‌آذر |

### خجالتی(۱۹۸۹/۱۳۶۸)[۱۳]
| نام ترانه            | ترانه‌سرا          | آهنگساز        | تنظیم‌کننده      |
| -------------------- | ----------------- | -------------- | --------------- |
| خجالتی               | همایون هوشیارنژاد | شهرام شب‌پره    | منوچهر چشم‌آذر   |
| من                   | همایون هوشیارنژاد | شهرام شب‌پره    | منوچهر چشم‌آذر   |
| عروسی                | همایون هوشیارنژاد | شهرام شب‌پره    | منوچهر چشم‌آذر   |
| مگه نه               | همایون هوشیارنژاد | شهرام شب‌پره    | آندرانیک        |
| فتنه                 | همایون هوشیارنژاد | شهرام شب‌پره    | آندرانیک        |
| لجباز                | جهانبخش پازوکی    | جهانبخش پازوکی | آندرانیک        |
| شب شد                | ژاکلین            | ژاکلین         | بیژن قادری      |
| چیلی پوم (اجرای دوم) |                   |                | مهداد زند کریمی |

### شاگرد اول(۱۹۹۱/۱۳۷۰)[۱۴]
| نام ترانه           | ترانه‌سرا          | آهنگساز       | تنظیم‌کننده      |
| ------------------- | ----------------- | ------------- | --------------- |
| شاگرد اول           | همایون هوشیارنژاد | حسن شماعی‌زاده | منوچهر چشم‌آذر   |
| کتاب عشق (با ناهید) | همایون هوشیارنژاد | شهرام شب‌پره   | عبدی یمینی      |
| چادری               | همایون هوشیارنژاد | شهرام شب‌پره   | عبدی یمینی      |
| همسایه              | همایون هوشیارنژاد | شهرام شب‌پره   | منوچهر چشم‌آذر   |
| لیلا                | همایون هوشیارنژاد | شهرام شب‌پره   | آندرانیک        |
| شهر قصه             | همایون هوشیارنژاد | پرویز قدرخانی | مهداد زند کریمی |

### تابستان ۹۲ (۱۹۹۲/۱۳۷۱)
| نام ترانه         | نام ترانه         | ترانه‌سرا          | آهنگساز       | تنظیم‌کننده      |
| ----------------- | ----------------- | ----------------- | ------------- | --------------- |
| شب توی راهه       | شب توی راهه       | مسعود فردمنش      | شهرام شب‌پره   | دیوید بتسامو    |
| گل                | گل                | هما میرافشار      | شهرام شب‌پره   | منوچهر چشم‌آذر   |
| چشم پلنگ          | چشم پلنگ          | شهرام شب‌پره       | حسن شماعی‌زاده | مهداد زند کریمی |
| هوس               | هوس               | شهرام شب‌پره       | شهرام شب‌پره   | آرمیک           |
| نامه              | نامه              | همایون هوشیارنژاد | شهرام شب‌پره   | مهداد زند کریمی |
| مدلی (اجرای جدید) | وای وای           | شهرام شب‌پره       | ارمنی         | دیوید بتسامو    |
| مدلی (اجرای جدید) | گرگ و بره         | سلی               | سلی           | دیوید بتسامو    |
| مدلی (اجرای جدید) | داغ بوسه          | شهرام شب‌پره       | شهرام شب‌پره   | دیوید بتسامو    |
| مدلی (اجرای جدید) | دو کبوتر          | شهرام شب‌پره       | شهرام شب‌پره   | دیوید بتسامو    |
| مدلی (اجرای جدید) | عاشقی هم حدی داره | شهرام شب‌پره       | شهرام شب‌پره   | دیوید بتسامو    |
| مدلی (اجرای جدید) | دیار              | شهرام شب‌پره       | شهرام شب‌پره   | دیوید بتسامو    |

### تابستان ۹۴ (همراه باناهید) (۱۹۹۴/۱۳۷۳)
| نام ترانه  | خواننده             | ترانه‌سرا          | آهنگساز       | تنظیم‌کننده    |
| ---------- | ------------------- | ----------------- | ------------- | ------------- |
| مسافر      | شهرام شب‌پره         | همایون هوشیارنژاد | حسن شماعی‌زاده | عبدی یمینی    |
| خاطرخواه   | ناهید               | شهرام شب‌پره       | شهرام شب‌پره   | منوچهر چشم‌آذر |
| کدوم شب    | شهرام شب‌پره و ناهید | بیژن سمندر        | حسن شماعی‌زاده | عبدی یمینی    |
| کی میای    | شهرام شب‌پره         | شهرام شب‌پره       | شهرام شب‌پره   | منوچهر چشم‌آذر |
| دلم میخواد | ناهید               | شهرام شب‌پره       | شهرام شب‌پره   | منوچهر چشم‌آذر |
| دختر شرقی  | شهرام شب‌پره و ناهید | هما میرافشار      | شهرام شب‌پره   | عبدی یمینی    |

### قصه(۱۹۹۵/۱۳۷۴)
| نام ترانه                                                     | نام ترانه                                                     | ترانه‌سرا           | آهنگساز            | تنظیم‌کننده    |
| ------------------------------------------------------------- | ------------------------------------------------------------- | ------------------ | ------------------ | ------------- |
| قصه                                                           | قصه                                                           | همایون هوشیارنژاد  | شهرام شب‌پره        | منوچهر چشم‌آذر |
| میلاد                                                         | میلاد                                                         | شهرام شب‌پره        | شهرام شب‌پره        | شوبرت آواکیان |
| ساده                                                          | ساده                                                          | شهرام شب‌پره        | شهرام شب‌پره        | منوچهر چشم‌آذر |
| به جون شما                                                    | به جون شما                                                    | همایون هوشیارنژاد  | شهرام شب‌پره        | دیوید بتسامو  |
| King of Pop (Skit)                                            | King of Pop (Skit)                                            | King of Pop (Skit) | King of Pop (Skit) | دیوید بتسامو  |
| نیاز                                                          | نیاز                                                          | همایون هوشیارنژاد  | شهرام شب‌پره        | عبدی یمینی    |
| مدلی (اجرای جدید)                                             | گلاب                                                          | مسعود امینی        | سیاوش قمیشی        | دیوید بتسامو  |
| مدلی (اجرای جدید)                                             | گرفتار                                                        | شهرام شب‌پره        | آندرانیک           | دیوید بتسامو  |
| مدلی (اجرای جدید)                                             | داماد                                                         | شهرام شب‌پره        | شهرام شب‌پره        | دیوید بتسامو  |
| مدلی (اجرای جدید)                                             | طناز                                                          | شهرام شب‌پره        | شهرام شب‌پره        | دیوید بتسامو  |
| مدلی (اجرای جدید)                                             | اون کیه                                                       | شهرام شب‌پره        | شهرام شب‌پره        | دیوید بتسامو  |
| L.A (Outro) (این آهنگ در سال ۱۳۵۸ توسّط شهرام ساخته و اجرا شد) | L.A (Outro) (این آهنگ در سال ۱۳۵۸ توسّط شهرام ساخته و اجرا شد) | شهرام شب‌پره        | شهرام شب‌پره        | دیوید بتسامو  |

### دو راهی(۱۹۹۶/۱۳۷۵)
| نام ترانه     | ترانه‌سرا          | آهنگساز         | تنظیم‌کننده      |
| ------------- | ----------------- | --------------- | --------------- |
| عشق تابستونی  | شهرام شب‌پره       | مهداد زند کریمی | مهداد زند کریمی |
| هنوزم می‌خوامت | شهرام و مهداد     | مهداد زند کریمی | مهداد زند کریمی |
| آخرین بوسه    | همایون هوشیارنژاد | شهرام شب‌پره     | مهداد زند کریمی |
| دو راهی       | شهرام شب‌پره       | شهرام شب‌پره     | مهداد زند کریمی |
| خونهٔ عشق      | مسعود فردمنش      | شهرام شب‌پره     | عبدی یمینی      |
| موندنی نیستم  | بیژن سمندر        | حسن شماعی‌زاده   | مهداد زند کریمی |
| خوشگل بندری   | عباس ابطحی        | عباس ابطحی      | شهرام آذر       |
| Disco Mix     | Disco Mix         | Disco Mix       | مهداد زند کریمی |

### ریتم شب(۱۹۹۸/۱۳۷۷)
| نام ترانه                     | ترانه‌سرا    | آهنگساز         | تنظیم‌کننده      |
| ----------------------------- | ----------- | --------------- | --------------- |
| گوهر شب چراغ                  | شهرام شب‌پره | حسین واثقی      | شوبرت آواکیان   |
| انار دونه دونه                | شهرام شب‌پره | مهرداد آسمانی   | منوچهر چشم‌آذر   |
| UN CHAIN MY HEART             |             |                 |                 |
| مشق جمعه                      | مسعود امینی | اف‌ام فیلارمونیک | اف‌ام فیلارمونیک |
| عشقت نمیره از یاد             | شهرام شب‌پره | ژان پی‌یر        | عبدی یمینی      |
| DON'T LET ME BE MISUNDERSTOOD |             |                 |                 |
| ماه از کدوم ور اومده          | شهرام شب‌پره | مهرداد آسمانی   | منوچهر چشم‌آذر   |
| CRYING TIME                   |             |                 |                 |

### دیدار (همراه بالیلا فروهر) (۱۹۹۹/۱۳۷۸)
| نام ترانه  | خواننده                  | ترانه‌سرا                | آهنگساز                 | تنظیم‌کننده    |
| ---------- | ------------------------ | ----------------------- | ----------------------- | ------------- |
| همصدا      | لیلا فروهر و شهرام شب‌پره | شهرام شب‌پره             | شهرام شب‌پره             | شوبرت آواکیان |
| جونی جونوم | لیلا فروهر               | سعید محمدی              | سعید محمدی              | شوبرت آواکیان |
| نمی‌دونم    | لیلا فروهر               | ژاکلین                  | ژاکلین                  | شوبرت آواکیان |
| خاطره‌ها    | لیلا فروهر               | بازخوانی ترانه‌های پوران | بازخوانی ترانه‌های پوران | منوچهر چشم‌آذر |
| دیدار      | لیلا فروهر و شهرام شب‌پره | همایون هوشیارنژاد       | شهرام شب‌پره             | شوبرت آواکیان |
| یواش یواش  | شهرام شب‌پره              | شهرام شب‌پره             | شهرام شب‌پره             | شوبرت آواکیان |
| یگانه سمن  | شهرام شب‌پره              | شهرام شب‌پره             | شهرام شب‌پره             | شوبرت آواکیان |
| آره بودم   | شهرام شب‌پره              | مسعود فردمنش            | شهرام شب‌پره             | شوبرت آواکیان |

### دنیا(۲۰۰۱/۱۳۸۰)
| نام ترانه                    | ترانه‌سرا       | آهنگساز        | تنظیم‌کننده    |
| ---------------------------- | -------------- | -------------- | ------------- |
| عاشقتم هنوزم                 | شهرام شب‌پره    | مهرداد آسمانی  | شوبرت آواکیان |
| Mademoiselle                 | ژاکلین         | ژاکلین         | شوبرت آواکیان |
| کردی برقص                    | ژاکلین         | شهرام شب‌پره    | شوبرت آواکیان |
| آمد بهار (از خونه بیرون بیا) | ایرج قنبری     | فرید شب‌خیز     | شوبرت آواکیان |
| اسو اسو                      | منوچهر آبادانی | منوچهر آبادانی | شوبرت آواکیان |
| راست بگو                     | شهرام شب‌پره    | شهرام شب‌پره    | شوبرت آواکیان |
| بی‌قرار                       | مهرداد آسمانی  | مهرداد آسمانی  | شوبرت آواکیان |

### آتیش(۲۰۰۵/۱۳۸۴)
| نام ترانه              | نام ترانه              | باحضور       | ترانه‌سرا          | آهنگساز           | تنظیم‌کننده    |
| ---------------------- | ---------------------- | ------------ | ----------------- | ----------------- | ------------- |
| دریاچهٔ نور             | دریاچهٔ نور             | دریاچهٔ نور   | شهرام شب‌پره       | حسن شماعی‌زاده     | شوبرت آواکیان |
| چه‌جوری بگم             | چه‌جوری بگم             | ستار         | مسعود فردمنش      | شهرام شب‌پره       | شوبرت آواکیان |
| میاد                   | میاد                   | اندی         | پاکسیما زکی‌پور    | اندی              | شوبرت آواکیان |
| تو می‌تونی (اجرای جدید) | تو می‌تونی (اجرای جدید) | کامیار       | مسعود هوشمند      | سیاوش قمیشی       | شوبرت آواکیان |
| واویلا                 | واویلا                 | واویلا       | مسعود فردمنش      | محمد مقدم         | شوبرت آواکیان |
| Tamo'e Tamero          | Tamo'e Tamero          | سپیده        | Peppino Gagliardi | Peppino Gagliardi | شوبرت آواکیان |
| دو دلدار               | دو دلدار               | پیروز        | شهرام شب‌پره       | شهرام شب‌پره       | شوبرت آواکیان |
| هم‌وطن                  | هم‌وطن                  | هلن          | شهرام شب‌پره       | شهرام شب‌پره       | شوبرت آواکیان |
| مدلی (اجرای جدید)      | گرفتار                 | گرفتار       | شهرام شب‌پره       | آندرانیک          | شوبرت آواکیان |
| مدلی (اجرای جدید)      | دروغگو                 | دروغگو       | شهرام شب‌پره       | شهرام شب‌پره       | شوبرت آواکیان |
| مدلی (اجرای جدید)      | عزیزم                  | شهره         | شهرام شب‌پره       | شهرام شب‌پره       | شوبرت آواکیان |
| مدلی (اجرای جدید)      | هیچ‌کجا مثل ایران نمیشه | اندی و کوروس | شهرام شب‌پره       | شهرام شب‌پره       | شوبرت آواکیان |
| مدلی (اجرای جدید)      | فاصله                  | فاصله        | شهرام شب‌پره       | آندرانیک          | شوبرت آواکیان |
| مدلی (اجرای جدید)      | بچه‌های محل             | اندی و کوروس | بیژن سمندر        | حسن شماعی‌زاده     | شوبرت آواکیان |

### تپش(۲۰۰۸/۱۳۸۷)
| نام ترانه            | ترانه‌سرا     | آهنگساز     | تنظیم‌کننده |
| -------------------- | ------------ | ----------- | ---------- |
| برات می‌میرم          | شهرام شب‌پره  | محمد مقدم   | محمد مقدم  |
| معلم عشقی            | شهرام شب‌پره  | شهرام شب‌پره | محمد مقدم  |
| رفیق جون جونی        | مریم اسدی    | محمد مقدم   | محمد مقدم  |
| زمستون آخر           | شهرام شب‌پره  | شهرام شب‌پره | محمد مقدم  |
| شب بود بیابان بود    | بازخوانی     | بازخوانی    | محمد مقدم  |
| بنازم اشتهاتو        | شهرام شب‌پره  | محمد مقدم   | محمد مقدم  |
| با تو خوشم           | مریم اسدی    | شهرام شب‌پره | محمد مقدم  |
| تو هزاری             | مسعود فردمنش | محمد مقدم   | محمد مقدم  |
| چیلی پوم (اجرای سوم) |              |             | محمد مقدم  |

### تار تا گیتار(۲۰۱۲/۱۳۹۱)
| نام ترانه               | خواننده اصلی | ترانه‌سرا             | آهنگساز        | تنظیم‌کننده   |
| ----------------------- | ------------ | -------------------- | -------------- | ------------ |
| نازی‌جان                 | روانبخش      | ؟                    | ؟              | رامون عبدی‌شو |
| چادر زری                | روانبخش      | ؟                    | ؟              | رامون عبدی‌شو |
| لرزون لرزون             | دلکش         | اصغر واقدی           | ناصر زرآبادی   | رامون عبدی‌شو |
| واویلا                  | آغاسی        | بامداد جویباری       | محمود حجازی    | رامون عبدی‌شو |
| لب کارون                | آغاسی        | جهانبخش مهموری       | جهانبخش مهموری | رامون عبدی‌شو |
| دلم تنگه                | مهستی        | جهانبخش پازوکی       | جهانبخش پازوکی | رامون عبدی‌شو |
| چرا نمی‌رقصی             | ویگن         | محمدعلی شیرازی       | ویگن           | رامون عبدی‌شو |
| زن زیبا                 | ویگن         | پرویز وکیلی          | سورن           | رامون عبدی‌شو |
| بارون بارونه            | ویگن         | سیروس آرین‌پور        | عطاالله خرم    | رامون عبدی‌شو |
| عشق یک‌سره               | سوسن         | مجید یراق‌طلا         | امیر پازوکی    | رامون عبدی‌شو |
| کلاغا                   | منوچهر سخایی | نوذر پرنگ            | پرویز مقصدی    | رامون عبدی‌شو |
| دل می‌گه (میدونم میدونم) | منوچهر سخایی | جهانبخش پازوکی       | جهانبخش پازوکی | رامون عبدی‌شو |
| گل‌به‌سر عروس             | منوچهر سخایی | جهانبخش پازوکی       | جهانبخش پازوکی | رامون عبدی‌شو |
| جان جان                 | منوچهر سخایی | جهانبخش پازوکی       | جهانبخش پازوکی | رامون عبدی‌شو |
| راوی                    | هایده        | ایرج رزمجو           | صادق نوجوکی    | رامون عبدی‌شو |
| جومه نارنجی             | آغاسی        | محلی                 | محلی           | رامون عبدی‌شو |
| بهار من                 | عماد رام     | رحیم معینی‌ کرمانشاهی | عماد رام       | رامون عبدی‌شو |
| سیمین‌بری                | جمشید شیبانی | ابراهیم صفایی        | جمشید شیبانی   | رامون عبدی‌شو |

## تک‌آهنگ‌ها
| نام ترانه                | ترانه‌سرا                  | آهنگساز             | تنظیم         | توضیحات             |
| ------------------------ | ------------------------- | ------------------- | ------------- | ------------------- |
| Suzan (با ابی)           |                           |                     |               | پیش از انقلاب       |
| Come Down Jesus (با ابی) |                           |                     |               | پیش از انقلاب       |
| Chili Pom (با ابی)       |                           | شهرام شب‌پره         |               | پیش از انقلاب       |
| Prison Song              | Graham William Nash       | Graham William Nash | شهرداد روحانی | پیش از انقلاب       |
| آشتی (با اندی و سپیده)   | مسعود فردمنش              | محمد مقدم           | محمد مقدم     | ۲۰۰۸ - در آرشیو تپش |
| ایول                     | شهرام شب‌پره               | شهرام شب‌پره         | رامون         | ۲۰۱۳                |
| رقیب (با شهرام صولتی)    | شهرام شب‌پره               | شهرام شب‌پره         | رامون         | ۲۰۱۳                |
| سلام                     | شهرام شب‌پره و امین بامشاد | رامون               | رامون         | ۲۰۱۵                |
| روزگار ما                | شهرام شب‌پره               | شهرام شب‌پره         | رامون         | ۲۰۱۵                |
| لجباز (اجرای جدید)       | جهانبخش پازوکی            | جهانبخش پازوکی      | شوبرت آواکیان | ۲۰۱۸                |
| شبپره                    | شهرام شب‌پره               | رامون               | رامون         | ۲۰۱۸                |
| خاتون                    | شهرام شب‌پره و فرید هدایت  | شوبرت آواکیان       | شوبرت آواکیان | ۲۰۲۰                |
| باغ الفبا (اجرای جدید)   | همایون هوشیارنژاد         | شهرام شب‌پره         | منوچهر چشم‌آذر | 2025                |

## آهنگسازی برای دیگران
| نام خواننده                      | نام ترانه | ترانه‌سرا          | آهنگساز     | تنظیم         |
| -------------------------------- | --------- | ----------------- | ----------- | ------------- |
| ابی                              | هموطن     | شهرام شب‌پره       | شهرام شب‌پره | منوچهر چشم‌آذر |
| شاهرخ                            | پدر       | شهرام شب‌پره       | شهرام شب‌پره | فرخ آهی       |
| شهره                             | طلسم      | شهرام شب‌پره       | شهرام شب‌پره | منوچهر چشم‌آذر |
| شهره                             | چرا رفتی  | شهرام شب‌پره       | شهرام شب‌پره | منوچهر چشم‌آذر |
| شهره                             | دل        | شهرام شب‌پره       | شهرام شب‌پره | اریک          |
| ناهید                            | دلکم      | همایون هوشیارنژاد | شهرام شب‌پره | مهداد         |
| ناهید                            | دلبر      | شهرام شب‌پره       | شهرام شب‌پره |               |
| ناهید                            | عشق اول   | شهرام شب‌پره       | شهرام شب‌پره | مهداد         |
| ناهید                            | جدایی     | شهرام شب‌پره       | شهرام شب‌پره |               |
| لیلا فروهر                       | دیدار     | همایون هوشیارنژاد | شهرام شب‌پره | شوبرت آواکیان |
| لیلا فروهر                       | همصدا     | شهرام شب‌پره       | شهرام شب‌پره | شوبرت آواکیان |
| شراره                            | دروغگو    | شهرام شب‌پره       | شهرام شب‌پره | شوبرت آواکیان |
| فریدون فرخزاد، شهره، شهرام صولتی | سنگدل     | شهرام شب‌پره       | شهرام شب‌پره |               |

## بهترین آهنگ‌ها
بهترین آهنگ‌ها از نظر برنامهٔ بهترین‌های بهترین‌ها شبکهٔ من و تو - پاییز ۱۳۹۶
| رتبه | نام ترانه                 | ترانه‌سرا                        | آهنگ‌ساز       | تنظیم‌کننده      | سال انتشار |
| ---- | ------------------------- | ------------------------------- | ------------- | --------------- | ---------- |
| ۱    | پریا                      | بیژن سمندر                      | حسن شماعی‌زاده | منوچهر چشم‌آذر   | ۱۳۶۴       |
| ۲    | باغ الفبا                 | همایون هوشیارنژاد               | شهرام شب‌پره   | منوچهر چشم‌آذر   | ۱۳۶۶       |
| ۳    | تو می‌تونی                 | مسعود هوشمند                    | سیاوش قمیشی   | شوبرت آواکیان   | ۱۳۶۳       |
| ۳    | تو می‌تونی                 | مسعود هوشمند                    | سیاوش قمیشی   | شوبرت آواکیان   | ۱۳۸۳       |
| ۴    | واویلا                    | مسعود فردمنش                    | محمد مقدم     | شوبرت آواکیان   | ۱۳۸۳       |
| ۵    | گرگ و بره                 | شهرام شب‌پره                     | سلی           | اریک            | ۱۳۵۶       |
| ۶    | شاگرد اول                 | همایون هوشیارنژاد               | حسن شماعی‌زاده | منوچهر چشم‌آذر   | ۱۳۶۹       |
| ۷    | وای وای                   | شهرام شب‌پره                     | فریدون خشنود  | اریک            | ۱۳۵۶       |
| ۸    | خونهٔ عشق                  | مسعود فردمنش                    | شهرام شب‌پره   | عبدی یمینی      | ۱۳۷۵       |
| ۹    | دیار                      | شهرام شب‌پره                     | شهرام شب‌پره   | منوچهر چشم‌آذر   | ۱۳۵۸       |
| ۱۰   | خجالتی                    | همایون هوشیارنژاد               | شهرام شب‌پره   | منوچهر چشم‌آذر   | ۱۳۶۸       |
| ۱۱   | دو کبوتر                  | شهرام شب‌پره                     | شهرام شب‌پره   | اریک            | ۱۳۵۵       |
| ۱۲   | همسایه (دل‌بر و دل دل‌برم)  | همایون هوشیارنژاد و شهرام شب‌پره | شهرام شب‌پره   | منوچهر چشم‌آذر   | ۱۳۶۹       |
| ۱۳   | فتنه                      | همایون هوشیارنژاد و شهرام شب‌پره | شهرام شب‌پره   | آندرانیک        | ۱۳۶۸       |
| ۱۴   | شب شد                     | ژاکلین                          | ژاکلین        | بیژن قادری      | ۱۳۶۸       |
| ۱۵   | دوماد                     | شهرام شب‌پره                     | شهرام شب‌پره   | فرخ آهی         | ۱۳۶۰       |
| ۱۶   | چشم پلنگ (ببین این دختره) | شهرام شب‌پره                     | حسن شماعی‌زاده | مهداد زند کریمی | ۱۳۷۱       |
| ۱۷   | میلاد                     | شهرام شب‌پره                     | شهرام شب‌پره   | شوبرت آواکیان   | ۱۳۷۴       |
| ۱۸   | خواب                      | شهرام شب‌پره                     | سیاوش قمیشی   | منوچهر چشم‌آذر   | ۱۳۶۶       |
| ۱۹   | لیلا لیلا                 | ناشناس                          | ناشناس        | اریک            | ۱۳۵۵       |
| ۲۰   | داغ بوسه                  | شهرام شب‌پره                     | اریک          | اریک            | ۱۳۵۶       |